# Чихоский, Генрик
Генрик Чихоский (рум. Henryk Cichoski, 1872—1950) — румынский генерал, министр обороны Румынии.
Родился 2 октября 1872 года в Текуче, сын участника Польского восстания 1863 года, бежавшего в Румынию. Образование получил в Бухарестском инженерном и артиллерийском колледже, затем обучался во Франции.
Во время Первой мировой войны Чихоский командовал румынской 10-й стрелковой дивизией и отличился в сражении с австрийцами при Мэрэшешти. В 1917 году произведён в генерал-майоры и награждён орденом Михая Храброго 3-го класса. Приказом по Румынскому фронту (русской армии) от 25 марта 1918 года он был удостоен ордена св. Георгия 4-й степени.
По окончании Первой мировой войны Чихоский представлял Румынию на мирной конференции в Париже. В 1920-х годах занимался административным обустройством Бессарабии. С 1928 года являлся министром обороны Румынии. 17 марта 1930 года Чихоский из-за обвинений в коррупции был вынужден выйти в отставку.
В 1943 году Чихоский был произведён в генерал-лейтенанты и назначен членом Национального совета обороны.
По окончании Второй мировой войны Чихоский был арестован новыми румынским властями и заключён в тюрьму Сигет, где умер 18 мая 1950 года.